# Adolf Hitler Uunona
Adolf Hitler Uunona (1966) es un político namibio y ex activista en contra del Apartheid que fue elegido como concejal por el distrito de Ompundja en 2004, 2010, 2015 y el 26 de noviembre de 2020. Ganó con el 85 % de los votos, siendo 1196 personas las que votaron por él. Es miembro del Partido SWAPO.

## Nombre
Adolf Hitler Uunona fue noticia mundial por tener el mismo nombre que el dictador nazi Adolf Hitler. Aun así, Uunona aseguró que nunca estuvo consciente de las implicancias negativas de su nombre hasta su adolescencia.
En una entrevista con el periódico alemán Bild, afirmó: «Era un nombre completamente normal para mí cuando era niño. No fue hasta que crecí que me di cuenta: este hombre quería subyugar al mundo entero. No tengo nada que ver con ninguna de estas cosas [...] Mi padre me puso el nombre de este hombre. Probablemente no entendía lo que representaba Adolf Hitler» además, añadió, bromeando: «No estoy tratando de dominar al mundo». También dijo que sería demasiado tarde para cambiar su nombre, ya que necesitaba usar su nombre completo para los documentos oficiales.
Después de esta entrevista, Uunona se ha rehusado a hablar más del tema porque, según él, es una distracción para su trabajo. No obstante, poco después expresó su molestia por haber sido llamado «el Adolf Hitler de África» por otro periódico.

## Elección
Uunona comenzó en la política como un activista anti-apartheid en el África del Sudoeste (hoy Namibia), que para la época instauró la segregación racial (Apartheid). Ha sido elegido como concejal varias veces desde 2004. Cuando se presentó a las elecciones para concejal de Ompundja en 2020, el nombre de Uunona se imprimió como "Adolf H" en la boleta electoral. Su nombre completo fue revelado después de que se publicaron los resultados completos. Uunona ganó su escaño con 1196 votos, lo cual representaba el 85 % de la votación. Su oponente, Mumbala Abner, del partido IPC, perdió al conseguir solo 213 votos.